# НК Алуминий
Футболен клуб Алуминий (на словенски: Nogometni klub Aluminij Kidričevo), известен също като НК Алуминий или просто Алуминий, е футболен клуб от град Кидричево, Словения.
Клубът е основан през 1946 година в СФРЮгославия. Играе домакинските си мачове на стадион „Шпортни парк Алуминий“, Кидричево с капацитет 532 зрители.

## Успехи
Словения
- Словенска първа лига:
  - 6-о място (1): 2018/19
- Словенска втора лига:
  -  Шампион (3): 2010/11, 2011/12, 2015/16
- Словенска трета лига:
  -  Шампион (1): 1996/97
- Купа на Словения:
  -  Финалист (2): 2001/02, 2017/18
- Купа на MNZ Птуй:
  -  Носител (11): 1991/92, 1993, 1994/95, 1999/2000, 2000/01, 2001/02, 2002/03, 2004/05, 2008/09, 2009/10, 2013/14

 Югославия
- Словенска републиканска лига:
  -  Шампион (1): 1965/66
- Словенска републиканска купа:
  -  Носител (1): 1965